# Лансінг (Іллінойс)
Лансінг (англ. Lansing) — селище (англ. village) в США, в окрузі Кук штату Іллінойс. Населення — 29 076 осіб (2020).

## Географія
Лансінг розташований за координатами 41°34′3″ пн. ш. 87°32′51″ зх. д. / 41.56750° пн. ш. 87.54750° зх. д. (41.567457, -87.547532).  За даними Бюро перепису населення США в 2010 році селище мало площу 17,73 км², з яких 17,58 км² — суходіл та 0,15 км² — водойми. В 2017 році площа становила 19,47 км², з яких 19,32 км² — суходіл та 0,15 км² — водойми.

## Демографія
Згідно з переписом 2010 року, у селищі мешкала 28 331 особа в 10 957 домогосподарствах у складі 7472 родин. Густота населення становила 1598 осіб/км².  Було 11741 помешкання (662/км²).
Расовий склад населення:
| - 58,9 % — білих - 31,6 % — чорних або афроамериканців - 0,9 % — азіатів - 0,2 % — корінних американців - 6,1 % — осіб інших рас |

До двох чи більше рас належало 2,2 %. Частка іспаномовних становила 14,5 % від усіх жителів.
За віковим діапазоном населення розподілялося таким чином: 25,0 % — особи молодші 18 років, 61,4 % — особи у віці 18—64 років, 13,6 % — особи у віці 65 років та старші. Медіана віку мешканця становила 38,3 року. На 100 осіб жіночої статі у селищі припадало 89,4 чоловіків;  на 100 жінок у віці від 18 років та старших — 84,9 чоловіків також старших 18 років.
Середній дохід на одне домашнє господарство  становив 61 988 доларів США (медіана — 48 949), а середній дохід на одну сім'ю — 73 149 доларів (медіана — 62 671). Медіана доходів становила 48 755 доларів для чоловіків та 40 076 доларів для жінок. За межею бідності перебувало 14,6 % осіб, у тому числі 22,5 % дітей у віці до 18 років та 8,9 % осіб у віці 65 років та старших.
Цивільне працевлаштоване населення становило 13 023 особи. Основні галузі зайнятості: освіта, охорона здоров'я та соціальна допомога — 23,7 %, виробництво — 13,3 %, роздрібна торгівля — 12,1 %.